# Hlebowicze
Hlebowicze (biał. Глебавічы, Hlebawiczy, ros. Глебовичи, Glebowiczi) – wieś na Białorusi, w obwodzie grodzieńskim, w rejonie brzostowickim, w sielsowiecie Koniuchy. Położona jest na wschodnim brzegu rzeki Odła, 31 km na południe od Grodna, 6,2 km od granicy polsko-białoruskiej. We wschodniej części wsi znajduje się kaplica św. Anny, zbudowana po 1840 roku. W przeszłości istniała w niej także cerkiew cmentarna, zbudowana po 1850 roku, zniszczona w XX wieku.

## Historia
Tereny, na których leży obecnie wieś Hlebowicze, od 1413 roku wchodziły w skład powiatu grodzieńskiego województwa trockiego Wielkiego Księstwa Litewskiego. Jagiellonowie prowadzili na nich wówczas szeroką akcję osadniczą. Wzdłuż Świsłoczy przebiegał ważny szlak komunikacyjny z Wilna, przez Grodno i Brześć do Krakowa, co czyniło tę lokalizację atrakcyjną do osiedlenia się. Wtedy prawdopodobnie zostały założone Hlebowicze, jako osada rodu szlacheckiego lub rycerskiego. Jej nazwa pochodzi zapewne od nazwiska założyciela i wskazuje na jego ruskie pochodzenie.
W XVI wieku Hlebowicze były dobrami szlacheckimi, wchodzącymi w skład włości odelskiej. Pozostały w składzie Wielkiego Księstwa Litewskiego do 1795 roku, kiedy to w wyniku III rozbioru Rzeczypospolitej znalazły się na terytorium Imperium Rosyjskiego.
Wieś szlachecka położona była w końcu XVIII wieku  w powiecie grodzieńskim województwa trockiego. 
W czasach zaborów Hlebowicze były dobrami i okolicą szlachecką w granicach Imperium Rosyjskiego, w guberni grodzieńskiej, w powiecie grodzieńskim, w gminie Indura. W roku 1900 dobra należały do Wasilkowskich i miały powierzchnię 283 dziesięcin (ok. 309,2 ha). Okolica miała natomiast powierzchnię 279 dziesięcin (ok. 304,8 ha). 
Od 1919 roku w granicach II Rzeczypospolitej. 7 czerwca 1919 roku, wraz z całym powiatem grodzieńskim, weszły w skład okręgu wileńskiego Zarządu Cywilnego Ziem Wschodnich – tymczasowej polskiej struktury administracyjnej. Latem 1920 roku zajęte przez bolszewików, następnie odzyskane przez Polskę. 20 grudnia 1920 roku włączone wraz z powiatem do okręgu nowogródzkiego. Od 19 lutego 1921 roku w województwie białostockim, w powiecie grodzieńskim, w gminie Indura. W 1921 roku miejscowość miała status okolicy. Było w niej 40 domów mieszkalnych i 1 zamieszkane zabudowanie innego typu.
W wyniku napaści ZSRR na Polskę we wrześniu 1939 roku miejscowość znalazła się pod okupacją radziecką. 2 listopada została włączona do Białoruskiej SRR. 4 grudnia 1939 roku włączona do nowo utworzonego obwodu białostockiego. Od czerwca 1941 roku pod okupacją niemiecką. 22 lipca 1941 roku włączona w skład okręgu białostockiego III Rzeszy. W 1944 roku ponownie zajęta przez wojska radzieckie i włączona do obwodu grodzieńskiego Białoruskiej SRR. Od 1991 roku w składzie niepodległej Białorusi.

## Demografia
Nazwa Hlebowicze sugeruje, że założycielami osady była ruska szlachta. Zróżnicowane nazwy innych miejscowości w regionie wskazują jednak, że pierwotnie ludność tego obszaru była mieszana, białorusko-litewska, z przewagą białoruskiej.
Według spisu powszechnego z 1921 roku okolica zamieszkana była przez 216 osób, w tym 192 Polaków i 24 Białorusinów. Katolicyzm wyznawało 192 mieszkańców, prawosławie – 24.